# Masuzo Madono
Masuzo Madono, és un exfutbolista japonès.

## Selecció japonesa
Masuzo Madono va disputar 2 partits amb la selecció japonesa.